# Château de la Devèze (Tarn)
Pour les articles homonymes, voir Château de la Devèze (homonymie).
Le château de la Devèze est un château situé à Lempaut, dans le Tarn (France).
Construit au XVe siècle, et remanié plusieurs fois, il a appartenu aux familles de Rotolp puis de Falguerolles.

## Historique
Le château de la Devèze est édifié au cours du XVe siècle. Il est ensuite largement remanié au siècle suivant.
Au début du XVIIIe siècle, la bâtisse appartient à la famille de Rotolp. Le 16 septembre 1723, les membres de la famille rachète les droits seigneuriaux sur Lempaut et Saint-Germain. En 1737, le seigneur de Gandels, Geoffroi-Louis de Falguerolles, épouse Louise de Rotolp et obtient le château en dot[réf. souhaitée]. 
La demeure reste dans la famille de Falguerolles des siècles durant et jusqu'à aujourd'hui encore. En 1922, un incendie ravage partiellement l'édifice, reconstruit sous l'impulsion de Godefroy de Falguerolles.

## Architecture
Le château de la Devèze se présente sous la forme d'un corps de logis de plan rectangulaire, de 20 mètres sur 15. Malgré les remaniements successifs, il conserve toujours son aspect semi-défensif originel[réf. souhaitée]. Il est flanqué de deux tours carrées de 11 mètres de haut, en ses angles nord-ouest et sud-est. Il s'élève sur trois étages, et quatre travées irrégulières. Il présente des fenêtres d'inspirations classiques.
La bâtisse est en briques, recouvertes d'un enduit peu avenant. En mauvais état, l'ensemble de l'édifice semble manquer d'entretien[réf. souhaitée].

## Étymologie
Le mot devèze est un toponyme fréquent dans le Midi de la France. Issu du latin defensum ("chose interdite"), le terme fut décliné dans différentes langues régionales et se retrouve sous la forme de devesa en catalan, devèse en langue d'oc ou devez en occitan. Il définit une zone en défens, un bois ou un pâturage soumis à la réglementation.